# 达尔沃
达尔沃（法語：Darvault，法語發音：[daʁvo] ⓘ）是法国塞纳-马恩省的一个市镇，属于枫丹白露区。

## 地理
达尔沃（48°16'16"N, 2°44'4"E）面积7.83 平方千米，位于法国法蘭西島大區塞纳-马恩省，该省份为法国北部内陆省份，北起瓦兹省，西接埃松省、马恩河谷省、塞纳-圣但尼省和瓦兹河谷省，南至卢瓦雷省，东南接约讷省，东临马恩省和奥布省，东北接埃纳省。
与达尔沃接壤的市镇（或旧市镇、城区）包括：讷穆尔、农维尔、波利尼、圣皮埃尔莱讷穆尔、蒙库尔-弗罗蒙维尔。

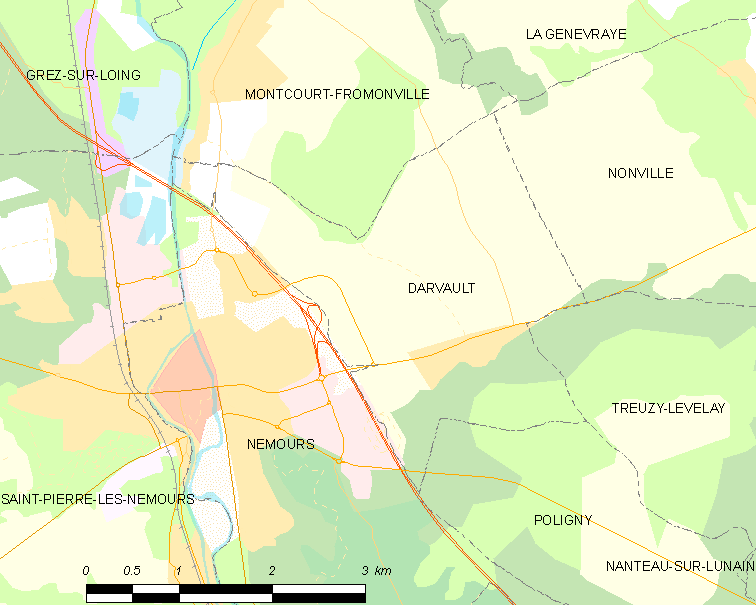
达尔沃的OSM定位图

达尔沃的时区为UTC+01:00、UTC+02:00（夏令时）。

## 行政
达尔沃的邮政编码为77140，INSEE市镇编码为77156。

## 政治
达尔沃所属的省级选区为讷穆尔县。

## 人口

1962-2008年间达尔沃人口变化图示

达尔沃于2022年1月1日时的人口数量为946人。